# Karl Lorentzen

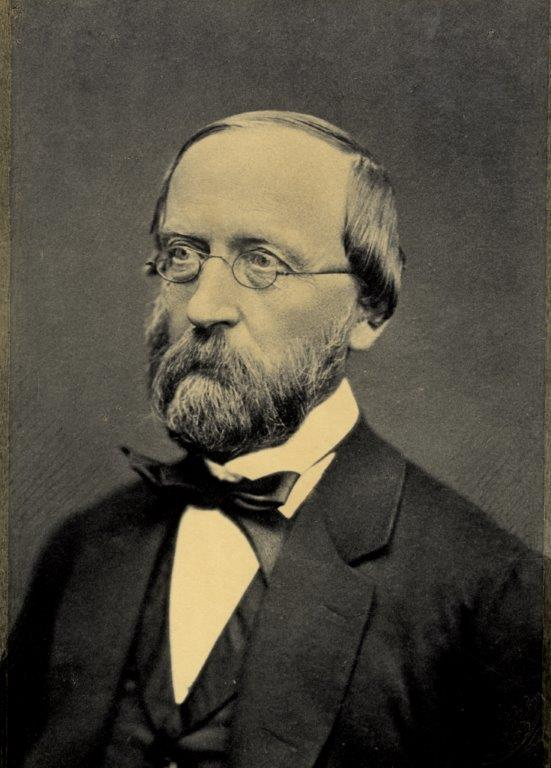
Karl Lorentzen

Karl Dietrich Lorentzen (* 26. März 1817 in Segeberg; † 18. Mai 1888 in Coburg) war ein deutscher klassischer Philologe, Journalist und liberaler Politiker. Er spielte insbesondere vor 1848 eine wichtige Rolle bei der Propagierung des deutschen Nationalstaatsgedankens in den dänischen Herzogtümern Schleswig und Holstein.

## Leben
Lorentzen besuchte zunächst 1825 bis 1834 das Gymnasium in Kiel. Nachdem er eine angefangene Buchbinderlehre rasch wieder aufgab, setzte er seine Gymnasialausbildung in Plön fort, wo er 1838 das Abitur ablegte. Anschließend studierte er von 1838 bis 1842 klassische Philologie in Kiel, wo er 1842 zum Dr. phil. promovierte. Während seines Studiums wurde er 1838 Mitglied der Burschenschaft Albertina Kiel. 1842 und 1843 lebte er in Berlin und bereitete seine Habilitation vor. Dort war er in einen Skandal um angebliche demagogische Tätigkeiten des dortigen akademischen Lesevereins verwickelt. Dies führte zum Verbot des Vereins. Lorentzen musste daraufhin sein Habilitationsvorhaben aufgeben. Seine Bewerbung um ein großes dänisches Reisestipendium scheiterte, weil dieses von Theodor Mommsen gewonnen wurde. Auch seine Bewerbung als Bibliothekar an der Kieler Universitätsbibliothek scheiterte.
1844 und 1845 war er Chefredakteur der Neuen Kieler Blätter. Deren politischen Kurs richtete er ganz auf die behauptete Zugehörigkeit von Schleswig und Holstein zu Deutschland aus, ehe das Blatt 1845 einging. Auch sein Versuch, in Kiel zu habilitieren, scheiterte. Stattdessen wurde er 1846 politischer Redakteur des Itzehoer Wochenblattes. Das Blatt wurde zu einem wichtigen Forum zur Propagierung der deutschen Nationalbewegung in Schleswig-Holstein. Seine Tätigkeit führte zu einem vielbeachteten Strafprozess. Lorentzen wurde 1846 auch Korrespondent für Schleswig-Holstein für die einflussreiche Kölnische Zeitung. Auch für andere auswärtige Blätter hat Lorentzen geschrieben. Ab 1847 war er Redakteur der Bremer Zeitung. Nach Beginn der Schleswig-Holsteinischen Erhebung gab er diesen Posten wieder auf.
In den Jahren 1848 und 1850 war er Mitglied der Schleswig-Holsteinischen Landesversammlung. Im Departement des Äußeren war er zuständig für die Pressearbeit der Provisorischen Regierung. Im Jahr 1851 konnte er sich in Kiel endlich habilitieren und war dort kurze Zeit Privatdozent. Zwischen 1852 und 1856 war er wissenschaftlicher Mitarbeiter des archäologischen Instituts in Rom. In dieser Zeit entstand eine kritische Ausgabe des Vitruv. Anschließend war er kurze Zeit Oberlehrer an einem Gymnasium in Gotha. Danach war er von 1860 bis 1861 Redaktionsleiter der Preußischen Zeitung und 1862 Redakteur der Nationalzeitung. Er veröffentlichte eine Schrift über das Londoner Traktat. Für die Allgemeine Deutsche Biographie hat er mehrere Beiträge verfasst.
Von 1863 bis 1866 war er in Diensten des Herzogs Friedrich von Schleswig-Holstein-Sonderburg-Augustenburg, in dessen Auftrag er als Diplomat tätig war, u. a. als Gesandter beim Bundestag in Frankfurt und an den Höfen in Dresden, München und Wien.
Lorentzen war von 1867 bis 1870 Mitglied des Preußischen Abgeordnetenhauses und des Norddeutschen Reichstages für den Wahlkreis Provinz Schleswig-Holstein 5 (Nord- und Süddithmarschen – Kreis Steinfurt). Im Reichstag des Norddeutschen Bundes gehörte er zunächst der Fraktion der Bundesstaatlich-konstitutionellen Vereinigung an, trat im Verlaufe der Legislaturperiode zur Freien Vereinigung über. Von 1871 bis 1877 vertrat Lorentzen den gleichen Wahlkreis im Deutschen Reichstag. Er war zunächst Mitglied der Fortschrittspartei, schloss sich jedoch gegen Ende der zweiten Legislaturperiode der Fraktion der Nationalliberalen Partei an. Von 1873 bis 1879 war er erneut Mitglied des Preußischen Abgeordnetenhauses.
1880 ließ er sich in Coburg nieder, wo er auch 1888 verstarb.

## Werke (Auswahl)
- Marci Vitruvii Pollionis de architectura libri decem. Ex fide librorum scriptorum recens. atque emend. et in German. sermonem vertit Carol. Lorentzen. Vol. 1, p. 1, Gotha 1857 (Digitalisat)
- Der Londoner Traktat vom 8. Mai 1852. Leipzig 1864 (Digitalisat)
- Georg Kupke: Vor fünfzig Jahren. Briefwechsel zwischen Dr. Karl Lorentzen und den Führern der augustenburgischen Partei 1863–1866. Leipzig, 1914